# قاتیق

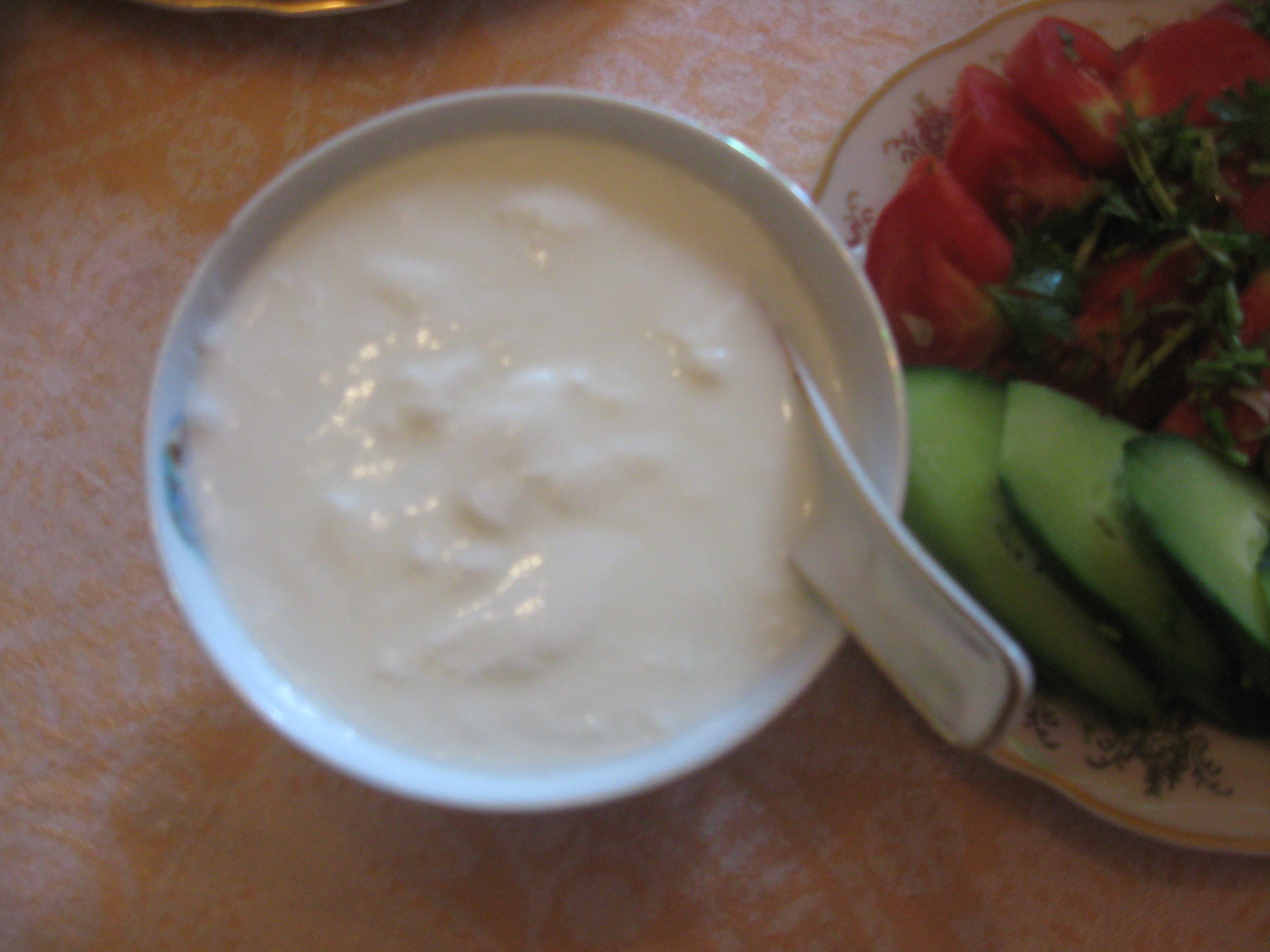
یک کاسه قاتیق در جمهوری آذربایجان

قاتق یا کتخ به گونه ای خوردنی گفته می‌شود که از شیر تهیه می‌شود و در کشورهای ترک و ایران و بلغارستان استفاده می‌شود. از قاتق ترکها آیران درست کرده که همان دوغ در فارسی می‌باشد.